# Alan Tracy
Alan Tracy es un personaje ficticio del programa de televisión de Supermarionation, los Thunderbirds de Gerry Anderson y sus posteriores películas Thunderbirds Are GO y Thunderbird 6. El personaje también aparece en la película de acción viva Thunderbirds.
En la serie de televisión original de los años 1960, Alan fue interpretado por Matt Zimmerman. En la película del 2004, fue interpretado por Brady Corbet.

## Biografía
Quinto y más joven hijo de Jeff Tracy (iniciador y financiador de Rescate Internacional), el nombre de Alan es en honor al astronauta Alan B. Shepard. Las fuentes varían debido a que en la serie de los Thunderbirds no se menciona la edad ni la fecha de nacimiento de Alan. Un escritor sugiere que Alan nació el 12 de marzo de 2005. Consumado deportista y piloto de carreras, puede ser locamente cálido en ocasiones. Alan estudió en la Universidad de Harvard, su natural ímpetu lo llevó a choques con la autoridad de lanzamientos (y subsecuentes choques) de un cohete recién construido. Su padre se puso a cargo de la situación, redirigiendo sus intereses hacia fines más constructivos. Alan es un gran astronauta y principal piloto del Thunderbird 3. Está enamorado de Tin-Tin y no se esfuerza mucho por disimularlo.
- Datos: Q2796243